# Jakiv Holovatskyj
Jakiv Fjodorovytj Holovatskyj (ukrainska: Яків Федорович Головацький, ryska: Яков Фёдорович Головацкий), född 17 oktober 1814 i Galizien, död 13 maj 1888 i Vilnius, var en ukrainsk präst och språkvetare.
Holovatskyj studerade vid teologiska seminariet i Lemberg och prästvigdes 1843, men kallades 1848 till professor i ukrainska språket och litteraturen vid Lembergs universitet, vilken befattning han innehade i 18 år. Redan 1837 grundlade han jämte några för ukrainarnas nationella pånyttfödelse, intresserade landsmän tidskriften "Rusalka Dnistrowa", där han publicerade dikter i folklig stil. Han bosatte sig sedan i Vilnius, där han övergick till Rysk-ortodoxa kyrkan. 
Holovatskyj utövade en mångsidig litterär verksamhet, omfattande historia, bibliografi, etnografi och filologi (även skönlitterära alster under pseudonymen "Jacek Balagur"). Bland hans många lärda verk, skrivna dels på ryska, dels på ukrainska samt undantagsvis på tyska, märks Geografitjeskij slovar' zapadno- i jugoslavjanskich zemel (en geografisk ordbok över väst- och sydslaviska länder, 1884), Otjerk staroslavjanskoho basnoslovija (Om fornslavisk sagodiktning, 1860), Die ruthenische Sprach und Schriftsprache in Galizien (1861) samt flera arbeten om den ukrainska kulturen i Galizien. Det förnämsta är hans värdefulla samling folkvisor, Narodnyja pjesni Galitskoj i Ugorskoj Rusi (fyra delar, 1860-70, ny upplaga 1878) med etnografisk karta samt illustrationer av folkslag och folkdräkter.